# دایان کیتن
دایان کیتن (انگلیسی: Diane Keaton؛ ۵ ژانویهٔ ۱۹۴۶) بازیگر، کارگردان و تهیه‌کنندهٔ اهل آمریکا برندهٔ جایزهٔ اسکار است. اولین نقش مهم او نقش «کی آدامز» در فیلم پدرخوانده بود.
کیتون در سال ۱۹۷۷ جایزه اسکار بهترین بازیگر نقش اول زن را برای فیلم آنی هال از آن خود کرد.

## زندگی‌نامه
دایان کیتن در سال ۱۹۴۶ در لس آنجلس زاده شد. او حرفه بازیگری را در سال ۱۹۶۶ آغاز کرد. وی در سال ۱۹۹۶ یک دختر و در سال ۲۰۰۱ یک پسر را به سرپرستی گرفت.

## فیلم‌شناسی

### کارگردان
- بهشت
- تویین پیکس
- مکالمهٔ تلفنی
- پاسادنا

### بازیگر
فهرست برخی از فیلم‌هایی که دایان کیتن در آن‌ها به ایفای نقش پرداخته‌است:
- عاشقان و دیگر غریبه‌ها (۱۹۷۰)
- مردان بحران (۱۹۷۱)
- پدرخوانده (۱۹۷۲)
- دوباره بنواز، سام (۱۹۷۲)
- درخواب‌فرورفته (۱۹۷۳)
- پدرخوانده: قسمت دوم (۱۹۷۴)
- عشق و مرگ (۱۹۷۵)
- من می‌خواهم (۱۹۷۶)
- هری و والتر (۱۹۷۶)
- آنی هال (۱۹۷۷)
- صحنه‌های داخلی (۱۹۷۸)
- در جستجوی آقای گودبار (۱۹۷۷)
- منهتن (۱۹۷۹)
- سرخ‌ها (۱۹۸۱)
- فرار شبانه از خانه (۱۹۸۲)
- دخترک درامر (۱۹۸۴)
- خانم سافل (۱۹۸۴)
- جنایت‌های دل (۱۹۸۶)
- روزگار رادیو (۱۹۸۷)
- بچه بوم (۱۹۸۷)
- صحنه‌های داخلی (۱۹۷۸)
- مادر خوب (۱۹۸۸)
- خواهران لیمو (۱۹۹۰)
- پدرخوانده ۳ (۱۹۹۰)
- پدر عروس (۱۹۹۱)
- معمای قتل منهتن (۱۹۹۳)
- ببین حالا کی حرف می‌زنه (۱۹۹۳)
- پدر عروس ۲ (۱۹۹۵)
- باشگاه همسران اول (۱۹۹۶)
- اتاق ماروین (۱۹۹۶)
- خواهر دیگر (۱۹۹۹)
- قطع کردن (۲۰۰۰)
- شهر و کشور (۲۰۰۱)
- یکی باید کوتاه بیاید (۲۰۰۳)
- خانواده استون (۲۰۰۵)
- برای اینکه من گفتم (۲۰۰۷)
- بچه‌ننه (۲۰۰۷)
- دیوانه پول (۲۰۰۸)
- آسفیکسی (۲۰۰۸)
- شکوه صبح (۲۰۱۰)
- همراه عزیزم (۲۰۱۲)
- عروسی بزرگ (۲۰۱۳)
- این نیز بگذرد (۲۰۱۴)
- طبقه پنجم (۲۰۱۴)
- عاشق کوپرها باش (۲۰۱۵)
- در جستجوی دوری (۲۰۱۶)
- همپستد (۲۰۱۷)
- باشگاه کتاب (۲۰۱۸)
- پومس (۲۰۱۹)
- عشق، عروسی‌ها و دیگر فجایع (۲۰۲۰)
- مک و ریتا (۲۰۲۲)
- شاید انجامش بدم (۲۰۲۳)
- کمپ تابستانی (۲۰۲۴)
- باشگاه کتاب: فصل بعدی (۲۰۲۳)
- پاپ جوان (۲۰۱۶ – مجموعهٔ تلویزیونی)